# Microcéphalie

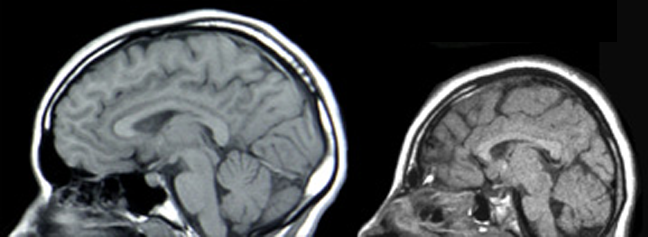
Image IRM d'un individu normal (à gauche) et d'un patient atteint de microcéphalie due à une mutation du gène ASPM

 Mise en garde médicale
La microcéphalie concerne toutes les formes de croissance anormalement faible de la boîte crânienne et du cerveau. Elle se manifeste par des mesures crâniennes : périmètre et diamètre de la tête, inférieurs à la normale.
C'est une anomalie du développement qui se traduit par une moindre espérance de vie et un deficit cognitif. Cette anomalie peut être congénitale ou apparaître dans les premières années de la vie. 
De nombreuses causes, endogènes ou exogènes, peuvent provoquer une croissance anormalement faible du cerveau et du crâne, dont certains syndromes liés à des anomalies chromosomiques, des intoxications ou des infections. 
Quand elle est modérée ou non congénitale, elle se détecte par le suivi des courbes de croissance de l'enfant (Périmètre crânien). 

## Éléments de définition
Il n'existe pas de définition consensuelle du diamètre en dessous duquel on parle de microcéphalie, mais toutes les définitions se fondent sur la mesure du périmètre crânien. Il existe des abaques donnant la « normalité » de ces données suivant le terme et le sexe du bébé. La microcéphalie est définie si la mesure est en dessous de trois écarts types ,. Pour certains la limite basse
est de plus de deux écarts-types en dessous de la moyenne pour l'âge et le sexe,.
Les nourrissons atteints de microcéphalie naissent avec une tête de taille réduite, ou de taille normale, mais dont le crâne ne grandira pas normalement alors que la face continue à se développer à un rythme normal, formant un front fuyant, et un cuir chevelu distendu et souvent ridé. Au fur et à mesure de la croissance de l'enfant, la petitesse du crâne devient plus évidente, mais tout le corps est souvent aussi concerné par un retard de croissance. Selon les cas, les fonctions motrices sont plus ou moins affectées (jusqu'à une quadriplégie spastique parfois). De même pour l'acquisition de la parole, qui est plus ou moins retardée. Une hyperactivité et une déficience intellectuelle sont courantes, mais plus ou moins marquées selon les cas. Des convulsions peuvent survenir.

## Causes possibles
Elles sont nombreuses ; la consommation de boisson alcoolisée, de drogues ou une maladie (varicelle, rubéole, virus Zika...) lors de la grossesse peuvent affecter la construction du cerveau et être la cause d'une microcéphalie à la naissance. 
Une mutation du gène ASPM cause une microcéphalie autosomale récessive. Certaines mutations du gène MCPH1, à l'état homozygote, provoquent une microcéphalie primaire1,2,3. Ces gènes ont joué un rôle important dans l'évolution du cerveau humain. À noter que les mutations de la microcéphaline et la microcéphalie anormale fusiforme causent généralement une diminution du volume cérébral jusqu’à une taille comparable à celle des premiers hominidés,.

### Formes congénitales
Cas isolés  
- cas familiaux (microcéphalie autosomique récessive)
- microcéphalie à dominante autosomale
- microcéphalie liée au X
- « Chromosomique » (réarrangement de gènes/chromosomes)

Syndromes
- Chromosomiques 
  - Syndrome de Poland
  - Syndrome de Down
  - Syndrome d'Edwards (= Trisomie 18)
  - Syndrome de Patau
  - Réarrangements asymétriques

- Délétion contiguë dans le gène
  - Suppression 4p (syndrome de Wolf-Hirschhorn)
  - Suppression 5p (Syndrome du cri du chat)
  - Suppression 7q11.23 (syndrome de Williams)
  - Délétion 22q11 (syndrome de DiGeorge)

- Anomalie d'un seul gène
  - Syndrome de Smith-Lemli-Opitz
  - Syndrome de Seckel
  - Syndrome de Cornelia de Lange
  - Holoprosencéphalie
  - Microcéphalie primaire 4[9]

Anomalie acquise
- Blessures neurologique
  - Accident vasculaire cérébral ischémique
  - Accident vasculaire cérébral hémorragique
  - Mort d'un jumeau monozygote

- infection transmise verticalement
  - Toxoplasmose
  - Syndrome de rubéole congénitale
  - Infection congénitale à cytomégalovirus
  - Infection à virus Zika

- Intoxication par des drogues
  - Syndrome d'hydantoïne fœtal (Fetal hydantoin syndrome)
  - Trouble du spectre de l'alcoolisation fœtale ou Syndrome d'alcoolisation fœtale

Autres causes :
- Exposition de la mère à des radiations ionisantes
- Malnutrition maternelle
- Phénylcétonurie maternelle
- Mauvais contrôle d'un diabète gestationnel
- Hyperthermie
- Hypothyroïdie maternelle
- Insuffisance placentaire

### Cas post-nataux
Origines génétiques
- Trouble du métabolisme inné
  - Trouble congénital de glycosylation
  - Maladies mitochondriales
  - Problèmes liés au Péroxisome
  - Problèmes liés aux transporteurs du glucose 
  - Maladie de Menkes
  - Anomalies congénitales du métabolisme des acides aminés
  - Acidémie organique

Syndromes
- Délétion de gènes contiguë  
  - Suppression du 17p13.3 (syndrome de Miller-Dieker)

- Simples anomalies génétiques
  - Syndrome de Rett (concerne surtout les filles)
  - Syndrome de Nimègue
  - Lissencéphalie Lié à l'X (avec organes génitaux anormaux)
  - Syndrome d'Aicardi-Goutières
  - Ataxie télangiectasie
  - Syndrome de Cohen
  - Syndrome de Cockayne

Formes acquises
- Blessures 
  - Traumatisme crânien
  - Hypoxie cérébrale
  - Accident vasculaire cerebral ischémique
  - Accident vasculaire cerebral hémoragique

- Infections
  - Encéphalopathie congénital  induite par le HIV
  - Méningite
  - Encéphalite

- Toxines
  - Saturnisme (empoisonnement par le plomb)
  - Insuffisance rénale chronique

- Autres
  - Hypothyroïdisme
  - Anémie
  - Cardiopathie congénitale
  - Malnutrition

## Origine virale?
Le virus Zika ou un éventuel nouveau variant de ce virus ont été suspectés au Brésil d'entraîner une microcéphalie,,, mais en 2016, l'information reste à confirmer par manque d'études sur le sujet et parce que dans d'autres régions où l'épidémie règne, ou là où ce virus est endémique, il ne semble pas causer de microencéphalies. D'autres études mettent en cause un insecticide, le pyriproxifène utilisé au Brésil durant 18 mois dans la région où a été ensuite constaté le plus grand nombre de cas de microcéphalie,. Pourtant lors de l'épidémie survenue en Polynésie française, 18 cas de malformations du système nerveux central ont été répertoriés entre mars 2014 et mai 2015[réf. nécessaire], sans que le pyriproxyfène n'ait été utilisé dans cette région. Début janvier 2016, on a montré au Brésil que le virus pouvait être retrouvé dans le liquide amniotique (chez deux femmes enceintes porteuses d'un fœtus microcéphale)[réf. souhaitée]. Le 10 février 2016, des chercheurs slovènes ont publié la découverte de copies d'ARN viral dans le tissu cérébral d'un fœtus porteur d'une microcéphalie majeure avec calcifications cérébrales. Ce fœtus avait été autopsié après une interruption médicale de grossesse. La femme porteuse du fœtus aurait été infectée par Zika quand elle était au Brésil (vers sa 13e semaine de gestation). Le virus semble donc pouvoir se développer dans le cerveau du fœtus. Il n'est pas impossible qu'un pesticide puisse faciliter l'activité néfaste du virus pour le cerveau, mais cela reste à confirmer.
En mars 2016, des chercheurs américains ont montré que le virus Zika était capable de provoquer la mort ou de perturber la croissance des cellules souches à l'origine du cortex cérébral.